# 뒤 늦게 깨달은 사랑
<뒤 늦게 깨달은 사랑>는 대한민국의 여성 싱어송라이터 장덕에 의해 작사 · 작곡된 곡이다. 1983년 장덕의 솔로 첫번째 정규 음반 《날 찾지 말아요》의 A면 2번 트랙으로 발표되었다.

## 배경
이 곡에서의 화자는 장덕이 아닌 어느 제 3자로 볼 수 있다. 어느 제 3자는 1981년 미국 유학 중이던 만 20세의 장덕과 결혼하였지만 1983년 10월 결국은 결별한 이승언으로 예측된다 (당시 장덕은 고국의 보고싶은 아버지, 오빠, 친구들에 대한 향수, 그리고 화려했던 고국에서의 가수생활에의 그리움에 남편에게 고국에 갔다오겠다고 계속 부탁했지만 계속 거절당하고 손지검까지 당하자 남편과 친어머니에게 메모만을 남긴 채 아무도 모르게 고국으로 돌아왔다고 한다.). 즉 이 곡은 장덕이 결별 후 국내로 돌아와 이승언의 마음을 헤아려 이승언의 입장에서 이승언의 후회하는 모습을 상상하며 만든 곡인 것이다. '그대 떠나간 뒤에 슬픔을 느꼈어요 / 나와 함께 있던 그대 / 그 순간의 사랑을 몰랐었지요 / 철없이 즐거웠던 날 다정한 당신의 모습 / 이제와 생각해 보면 정말 나만을 사랑한 사람 / 기다리고 있어요 사랑하고 있어요 / 그대 떠난 후 슬픔을 알았네 / 뒤늦게 깨달은 사랑'이라는 가사 내용처럼 이승언은 실제로 장덕이 한국으로 돌아가자 슬퍼하며 장덕의 어머니를 통해 장덕을 찾았다고 한다.

## 가사 링크
- 장덕 <뒤 늦게 깨달은 사랑> 가사[깨진 링크(과거 내용 찾기)] at Mnet